# Oetewalermolen
De Oetewalermolen was een in 1631 gebouwde poldermolen die in de buurt van het plaatsje Oetewaal in de Overamstelsche Polder (ook wel Oetewalerpolder) het waterpeil beheerde. 
Na de drooglegging van de Watergraafsmeer in 1629 bleek dat de waterhuishouding in deze polder en de omringende venen wat minder goed beheersbaar was geworden. Daarom gaven de Staten van Holland in december 1631 toestemming aan de ingelanden van de banne Outerwael en Outersdorp om een stuk water te bedijken. Dit werd de Overamstelsche polder. In de polder werd een wetering gegraven, met aan het eind deze molen, die het overtollige water in het Nieuwe Diep loosde. In eerste instantie gebeurde dit met een scheprad, maar gezien de diepte van de polder liet dat qua efficiëntie te wensen over. In 1866 werd het scheprad vervangen door een vijzel. De wijzigingen werden vastgelegd in gedenkstenen, die bij de sloop van de molen gespaard bleven. De (houten) vijzel was geen lang leven beschoren; deze brak in 1879. Dit zorgde mede voor de afbraak van de molen. De molen werd in 1880 gesloopt en vervangen door een stoomgemaal dat gebouwd is op de fundamenten van de Oetewalermolen.